# وتونکا (داکوتای جنوبی)
وتونکا(به انگلیسی: Wetonka) شهری در ایالت داکوتای جنوبی کشور ایالات متحده آمریکا است که جمعیت آن در سرشماری سال ۲۰۱۰ میلادی، ۸ نفر بوده‌است.